# Jesus, dig i djupa nöden
Jesus, dig i djupa nöden är en passionspsalm av Frans Michael Franzén, första gången utgiven i "Prof-Psalmer 1812", och inför utgivningen av 1986 års psalmbok lätt bearbetad av Lars Lindman. Psalmen ger uttryck för en identifikation mellan den som vill följa Jesus idag och hans första lärjungar.

## Publicerad i
- 1819 års psalmbok som nr 85 under rubriken "Jesu lidande, död och begravning".
- 1937 års psalmbok som nr 85 under rubriken "Passionstiden".
- 1986 års psalmbok som nr 449 under rubriken "Fastan".